# Salud escolar
La salud escolar es un campo de aplicación de la salud referente a intervenciones de fomento de la salud y la calidad de vida, y prevención de enfermedades, en el ámbito escolar. Esto abarca desde preescolar hasta la universidad, fomentando hábitos saludables en las distintas etapas de crecimiento como pueden ser una alimentación adecuada y la importancia de la actividad física.
Los objetivos se dirigen a todas las personas que se ubican en el ámbito escolar, pero especialmente a los estudiantes. Es un campo de trabajo viejo: la revista de salud escolar International Journal of School Health fue creada en 1930.
Una revisión de diversas intervenciones realizadas en países en desarrollo, ha demostrado que los programas de transferencias monetarias condicionadas, la exención del pago de la matrícula escolar y los programas de alimentación y salud escolar generan un impacto positivo en las tasas de matriculación en la escuela primaria. Sin embargo, estos programas han tenido un efecto limitado e irregular en cuanto a mantener a los niños dentro del sistema educacional. Por otro lado, lograr que más niños ingresen a la escuela no es provechoso si la calidad de la educación es deficiente o si los niños no asisten regularmente a la misma.
En España, se ha desarrollado El Plan estratégico de salud escolar y estilos de vida saludable (2016-2020), que contempla la colaboración institucional como uno de los requisitos fundamentales para llevar a cabo cuantas actuaciones faciliten la promoción de estilos de vida saludable en el ámbito educativo.